# Alfons De Wolf
Pour les articles homonymes, voir De Wolf.
Alfons dit Fons De Wolf (né le 22 juin 1956 à Willebroek) est un coureur cycliste belge.

## Biographie
Alfons De Wolf, athlète d'un mètre 85, est professionnel de 1979 à 1990, en remportant notamment le  Tour de Lombardie, Milan-San Remo et des étapes sur le Tour de France et le Tour d'Espagne. Il s'impose au classement par points du Tour d'Espagne 1979 en gagnant 5 étapes.
Arrivé au départ du prologue du Tour de France 1985 avec 5 minutes de retard, il est éliminé pour arrivée hors délais,.

## Palmarès

### Palmarès amateur
- 1974
  - Tour des Flandres juniors
  - 7e du championnat d'Europe sur route juniors
- 1976
  - Tour de Namur : 
    - Classement général
    - 2e et 3e (contre-la-montre) étapes

  - 3e du Tour des Flandres amateurs
  - 3e du Grand Prix de Québec
  - 4e de la course en ligne des Jeux olympiques
- 1977
  -  Champion de Belgique des clubs
  - Course des chats
  - Tour du Hainaut occidental
  - Bruxelles-Opwijk
  - Nieuwerkerken-Aalst
  - Coupe Egide Schoeters
  - 3e du Tour des Flandres amateurs
  - 5e du championnat du monde sur route amateurs
- 1978
  -  Champion de Belgique sur route amateurs
  - Paris-Roubaix amateurs
  - Étoile Hennuyère
  - Rund um die Pfalz
  - 2e et 5e étapes du Grand Prix Guillaume Tell
  - 2e du Grand Prix Guillaume Tell
  - 2e de la Course des chats
  - 2e de la Flèche ardennaise
  - 2e du Circuit Het Volk amateurs
  - 2e du Circuit du Hainaut
  - 3e du Grand Prix François-Faber

### Palmarès professionnel
| - 1979 - Tour d'Espagne : - Classement par points - 2e, 7e, 9e, 16eb (contre-la-montre) et 19e étapes - Circuit Escaut-Durme - 2e du Trophée Baracchi (avec Jan van Houwelingen) - 2e de la Leeuwse Pijl - 3e du Grand Prix de l'Escaut - 3e du Tour de Belgique - 5e de la Flèche wallonne - 8e de Liège-Bastogne-Liège - 9e du Tour d'Espagne - 9e de Paris-Roubaix - 1980 - Tour de Lombardie - Course des raisins - 3e étape des Trois Jours de La Panne - 4ea étape du Tour de Belgique - Trophée Baracchi (avec Jean-Luc Vandenbroucke) - 2e du Super Prestige Pernod - 2e de Tirreno-Adriatico - 2e de Gand-Wevelgem - 2e de l'Amstel Gold Race - 2e du Circuit des frontières - 3e du Tour de Majorque - 3e du Grand Prix de Francfort - 3e de la Coppa Bernocchi - 3e du Grand Prix Beeckman-De Caluwé - 4e de Liège-Bastogne-Liège - 4e de Blois-Chaville - 6e de Paris-Roubaix - 6e du Championnat de Zurich - 6e du Grand Prix des Nations - 10e de Milan-San Remo - 10e du Tour des Flandres - 1981 - Milan-San Remo - Circuit des frontières - 6e étape du Tour de Suisse - 4e étape du Tour de Belgique - 2e du Grand Prix Eddy Merckx - 3e du Grand Prix E3 - 3e de Paris-Nice - 3e de l'Amstel Gold Race - 3e de Gand-Wevelgem - 3e du Circuit de la région frontalière - 4e du Super Prestige Pernod - 5e du Championnat de Zurich - 7e du championnat du monde sur route - 7e du Tour des Flandres - 7e de Paris-Bruxelles - 9e du Grand Prix des Nations - 10e de Paris-Roubaix | - 1982 - Cagliari-Sassari - Circuit Het Volk - 1rea étape des Trois Jours de La Panne - 5ea étape des Quatre Jours de Dunkerque - 2e de Liège-Bastogne-Liège - 2e du Grand Prix Jef Scherens - 3e du championnat de Belgique sur route - 3e de Gand-Wevelgem - 3e de Blois-Chaville - 3e du Tour du Limbourg - 10e de la Flèche wallonne - 10e du Super Prestige Pernod - 1983 - Coppa Agostoni - Tour de Romagne - Tour de Toscane - Circuit Het Volk - 1re étape de la Semaine catalane - 1re étape du Tour d'Italie (contre-la-montre par équipes) - 2e étape du Tour du Trentin - 2e de Milan-Vignola - 3e de la Flèche brabançonne - 8e de Liège-Bastogne-Liège - 9e de la Flèche wallone - 1984 - 3e étape du Tour d'Andalousie - 1re étape du Tour de Romandie - 14e étape du Tour de France - 6e étape du Tour de Norvège - 3e de la Flèche hesbignonne-Cras Avernas - 1985 - 2e étape du Tour de la Communauté valencienne - 9e étape du Tour d'Espagne - 2e de la Gullegem Koerse - 1986 - 3e du Grand Prix Beeckman-De Caluwé - 1988 - 2e de À travers la Belgique - 6e du Tour des Flandres - 1989 - 3e du championnat de Belgique sur route |  |

### Résultats sur les grands tours

#### Tour de France
5 participations
- 1981 : 11e
- 1982 : 31e
- 1984 : 74e, vainqueur de la 14e étape
- 1985 : hors-délais (prologue)
- 1988 : 102e

#### Tour d'Espagne
2 participations
- 1979 : 9e, vainqueur du  classement par points et des 2e, 7e, 9e, 16eb (contre-la-montre) et 19e étapes
- 1985 : 81e, vainqueur de la 9e étape

#### Tour d'Italie
4 participations
- 1980 : abandon
- 1983 : 49e, vainqueur de la 1re étape (contre-la-montre par équipes)
- 1986 : 38e
- 1989 : 70e

### Palmarès sur piste
- 1980
  - 2e des Six Jours d'Anvers (avec Danny Clark et Donald Allan)
  - 3e des Six Jours de Milan (avec Roger De Vlaeminck)
  - 6e du championnat d'Europe de course derrière derny
- 1981
  - Six Jours d'Anvers (avec René Pijnen)